# 朝丘雪路
朝丘 雪路（あさおか ゆきじ、1935年〈昭和10年〉7月23日 - 2018年〈平成30年〉4月27日）は、日本の女優、タレント、舞踊家、歌手、司会者。本名：加藤 雪会（かとう ゆきえ）、旧姓：勝田。
東京市京橋区（現・東京都中央区）築地生まれ。元宝塚歌劇団月組娘役。父は日本画家の伊東深水。夫は津川雅彦、娘は真由子。義兄は長門裕之、義姉は南田洋子。日舞の深水流家元として、深水 美智雪（しんすい みちゆき）の名を持つ。

## 来歴
料亭「勝田」女将の勝田麻起子の娘として生まれる。芸事を好んだ母の勧めで、3歳より日本舞踊を花柳三之輔に師事。妾腹（非嫡出子）であったが、父の伊東深水に溺愛されて育つ。泰明小学校へは養育係とともに人力車で通学しており、養育係は登校から下校までの間、彼女を車屋と学校で待っていた。深水の過保護ぶりは朝丘が思春期を迎えても続いていたこともあり、彼は娘の進路を役者・花柳章太郎に赤坂の料亭で相談し、深水の友人で阪急東宝グループ創始者・小林一三も同席した。小林に「このような浮世離れした生活をさせていては、娘さんがだめになる」と意見されたこともあり、深水は渋々ながらも、朝丘がいずれは実家を出て生活することを了承したという。
山脇学園中学校卒業後、宝塚音楽学校に入学。1952年に同校を卒業し、宝塚歌劇団に入団。宝塚入団時の成績は31人中8位だった。同期の39期生には女優の真帆志ぶき（元雪組男役トップスター）、東千代之介夫人の千之赫子がいる。月組に在籍し、娘役として活動。1955年8月31日に宝塚歌劇団を退団する。最終出演公演の演目は月組公演『黄色いマフラー』だった。
1955年、『ジャズ娘乾杯!』で映画デビュー。1966年、日本テレビのバラエティ番組『11PM』にゲスト出演し、天真爛漫さが視聴者に好評を得た。これがきっかけでレギュラーに抜擢され、同年4月からの金曜日のホステス（アシスタント）を16年間務め、司会の大橋巨泉との名コンビで人気を集めた。
1967年に父の勧めで青森県八戸市の内科医師と結婚して男児をもうけるも、1968年に離婚（正式な離婚成立は1972年、子どもは夫側が引き取る）。その後仕事で一緒に巡業したことが縁で津川雅彦と交際に発展し、1973年に再婚して1974年3月に真由子を出産。
お嬢様育ちのおっとりしたキャラクターと常識外れな天然発言が人気を集めたことから、以降バラエティ番組に多数出演するようになった。
1981年、文化庁芸術祭賞優秀賞受賞。2003年、芸術選奨文部科学大臣賞受賞。2011年、旭日小綬章受章。
1985年、父の十三回忌を機に日本舞踊の新しい流派「深水流」を興し、のちに深水流家元として、青二塾で日舞の講師を勤めた。
2014年、古巣・宝塚歌劇団の100周年記念で創立された『宝塚歌劇の殿堂』最初の100人の一人として殿堂入り。これと前後して4月9日から13日まで夫・津川と娘・真由子との家族共演で行われた舞台『花や…蝶や…』に出演したが、これを最後に病気療養生活に入る。
2018年4月27日、東京23区内の病院にて死去した。82歳没。死去についてはしばらく公にされず、同年5月19日にメディアにより一斉に報道された。最晩年にはアルツハイマー型認知症を患っており、最終的に津川が引き取って看取っている。翌20日には津川が会見を開いた（結果としてこれが津川の最後の公の姿となった）が、津川曰く「死因はない」とされ、診断書にも認知症と書かれたという。テレビドラマでは2014年4月11日にフジテレビで放送された『銭女』、映画では2016年に公開された『プラシーボ』（遠藤一平監督）が遺作となった。
朝丘の死去から約3か月後の8月4日、津川もその後を追うように死去している。2018年11月21日、津川と合同の「お別れの会」が青山葬儀所で営まれた。
晩年には社長を務めていた個人事務所を閉鎖し、津川が社長を務めていた事務所・グランパパプロダクションに移籍しているが、この移籍は形式的なものだった。両者の死後は事務所間の情報共有に苦労し、お別れ会の開催まで手間暇がかかったという。
戒名は「李雪妙路大姉」。墓所は京都市右京区の龍安寺で、津川とともに眠っている。

## 人物
芸名は先述の深水、花柳章太郎、小林一三の3人によって「冬の早朝、丘の上に白い雪が降り積もる。その路を美しく歩く女優に育ってほしい」との思いを込めて名付けられた。「誰にも踏まれていないので真っ白」という意味が由来との説もある。
仲の良い先輩、同年代のタレント、実の娘からも「ゆきえちゃん」と本名で呼ばれていた。若い頃は「雪姐（ゆきねー）」という愛称でも呼ばれていた。対して公の場では、夫のことを「雅彦さん」「津川さん」と言っているが私生活では「まー」と呼んでいた。
花柳章太郎や川口松太郎にも目をかけられ師事、若き日は劇団新派にも一時参加していた。
娘・真由子が生後5ヶ月の時期に誘拐されるが、後に無事発見・保護され、誘拐犯は逮捕された（津川雅彦長女誘拐事件）。
娘の幼少時代には授業参観で大騒ぎしたエピソードがあり、娘も「親が関わる時は必ずパパ（津川）が来てくれなきゃ困る」と言っていたという。

### お嬢様育ちな性格

#### 子供時代
深水の常軌を逸した溺愛を一身に受けて成長。世間知らずのお嬢様育ちで、一般常識というものがよく分からずまさに浮世離れした人格である。幼少期から自宅と学校の行き帰りは勿論、何処に出掛けるにも養育係と一緒であったため、金銭の使い方や道順を覚えるということを知らないまま成長した。膳に並んだシラスを見て「おとと（御魚）の目が怖い」と言えば爺やと婆やが魚の目をひとつひとつ取り除く。雨が降れば一般では傘を使用するが、深水は「（朝丘の）指を怪我したら大変だ」と傘の開閉も、持たせることもさせない。その結果、中学生時代に、ほんの気まぐれで、一人で通学を試みたが途中で迷子になってしまい大騒ぎになったことがある。生涯、一人では公共交通に乗って移動することも、切符の購入も出来なかった。しかし、物心つく前からそのような環境で育ったため朝丘にとっては普通の生活であり「父のすることは全て正しい」と信じ、疑問に感じたことはなかったという。
また「（両親が）海は危険だと言っていた」との言いつけを守っていた（ただし、芸能界に入ってから撮影で足を浸す程度に入ったことはある）。夏休みには親が用意したホテルのスイートに宿泊し、プールを貸切にして友人たちと過ごした。
戦時中は群馬県磯部温泉に疎開した。

#### 宝塚時代
浮世離れで世間知らずな言動と、おっとりした性格が仇となったことがある。宝塚時代もその性格は変わらず、朝丘の至らぬところは周囲が補ってくれていた。しかし、それらも朝丘にとっては実家に居たときと同様、当たり前のことだと思っていたため特に気にも留めずにいた。やがて娘役に抜擢されて人気も出てくると、朝丘に対して反感を覚える者も出てきた。ある時は舞台で使用する化粧品が紛失、ある時は衣装に不備が生じる。靴の中に剣山や釘が仕込まれていたこともある。幕間の衣装替えの時、靴を履き替える際に気付かずに踏んでしまい激痛で失神したことがある。

#### 結婚後
結婚するまで自分でお金を払って買い物をした経験が全くなく、結婚してからは買い物はすべて1万円札で支払っていた。そのため、お釣りの千円札や硬貨が溜まりに溜まり、ある日、薬を探していた津川が引き出しから小銭の山を発見して仰天する（本人は硬貨がお金とは知らず、無論、金銭感覚も一般とズレていたため、言われるままに多く支払っており、常に一緒に行動する付き人が注意を払っていたという）。
家事の一切も苦手であり「火が怖い」「洗濯機が使えない」「掃除機の使用方法が分からない」ほどであった。
娘が乳児だった頃もオムツ替えは家政婦に任せており、生涯、家事全般を事務所のスタッフと家政婦が代行していた（津川が思わず「我が家には主婦がいないんだねぇ」と呟いた際には「私も家事の出来る奥さんが欲しいわ」とあっさり言ってのけたという）。

## エピソード

### テレビ番組

#### 夜のヒットスタジオ
1974年4月1日から1975年3月31日までフジテレビ系の歌謡番組『夜のヒットスタジオ』の2代目司会者として、芳村真理、三波伸介と3人で司会を担当（しかし、前任者の前田武彦が1973年9月に降板するとともに芳村も半年間休演し、その間ゲスト出演者が輪番で担当していたため実際は間に半年のブランクがある）。当時のスタッフによると「お嬢様育ちらしい天然ボケで、スタジオをなごませてくれた」という。
しかし、司会に就任した初回は体調不良のためスタジオには来れず、電話で出演。1974年7月以降も、舞台の長期公演が決まり度々番組出演を見合わせるようになった。朝丘がいない回は三波が朝丘の代役を務め、1975年3月の降板まではスケジュールが空いている場合などに断続的に出演。降板後もゲスト歌手の客演や対面ゲストとして出演した。
フジテレビはレギュラー司会者ではなく「ゲスト」司会者としており、『夜ヒット』の「○周年記念」「○百回記念」など節目の回で歴代司会者が集うときも司会者の一人として登場せず、1990年10月の最終回や1988年2月の1000回記念も歴代司会者に記されなかった。近年、フジテレビ側の記録に間違いがあったことが現存するVTR、スチール、当時の視聴者の証言から判明（1クールのみ担当ののちゲスト司会と誤記／1年間の司会が正当）。これが正式な歴代司会者扱いされなかったことの理由のひとつに挙げられる。
なお、1000回放送で降板した芳村真理の勇退記念本で、前田武彦・井上順・古舘伊知郎（三波は1982年12月に死去）と並んで歴代司会者の一人として番組の想い出や芳村へメッセージを語っている。
2年以上務め、その時代の『夜ヒット』の顔でもあった前田・三波・井上・古館とは対照的に、朝丘はわずか1年で降板したことで同年齢の芳村との確執も喧伝されたが、後年、明確に否定しており、1960年代半ばの頃から芳村が朝丘の歌謡ショーを司会するなど長年の親交がある。当時は毎回の放送前に互いの服装を相談し、雰囲気が重ならない衣装を選択していた。

#### 笑っていいとも!
『笑っていいとも!』の「テレフォンショッキング」コーナーに何度かゲスト出演していたが、さまざまなハプニングを起こしている。1986年3月3日の出演時、「お友達紹介」の際に次回出演の宍戸錠の自宅の電話番号を声に出して言ってしまった。その直後から宍戸宅にいたずら電話が殺到、しばらく電話が繋がらない状態となった。宍戸はその後、自宅の電話番号を変更せざるを得なくなったという。
1988年12月16日にも出演予定だったが、滞在していた金沢市が大雪により、飛行機が遅れて離陸し同番組に登場できず、義兄の長門裕之が代理出演した。

#### その他のテレビ番組
初めてテレビに出演した年齢は23歳。日本ではまだ試験放送だった時期に、アメリカの番組『ダイナ・ショア・ショウ』に出演した。
1967年、『11PM』で大橋巨泉が胸の大きい朝丘を指して「ボイン」と呼び、流行語になった（巨乳タレントのはしり）。
テレビ番組『巨泉・前武ゲバゲバ90分!』において、郵便小包の配達夫に「拇印お願いします」と言われ、「よいしょっと」と言いながら伝票にボイン（自分の乳房）を押し付けるコントを披露した。
ネタ見せ番組の『エンタの神様』では、芸人のはなわによりインタビューとして話を聞かれ、朝丘は普通に会話しただけだが、天然ボケの性格で自然と面白い内容になるため「朝丘雪路伝説」というネタとして披露されたことがある。
2006年5月25日放送の『クイズ$ミリオネア』に真由子と親子で出演し、750万円の問題で「浦島太郎の竜宮城の場所」の解答を間違えてしまった。結果、賞金100万円を獲得した。

### その他
1956年に作曲家・服部良一に師事する歌手として、（2代目）水谷八重子、東郷たまみの3人で一緒に売り出すことになり、「七光会」を結成。
結婚前の20代後半の頃の一時期、歌舞伎役者の（二代目）大川橋蔵と交際していた。
歌手としてもヒット曲を残しており、NHK紅白歌合戦にもこれまでに10回出場している。代表曲として「道頓堀行進曲」（1961年 東芝音楽工業）、「ふり向いてもくれない」（1965年 クラウン）、「スキャンドール」（1968年 クラウン）、「雨がやんだら」（1970年 CBS・ソニー）などがある。
朝の低血圧時にホテルの部屋のモーニングコールが鳴ると、驚いてそのまま気絶し、部屋で倒れているところを発見されて大騒ぎになることがたびたびあるなど、トーク番組で自身が披瀝する低血圧エピソードは多い。『11PM』でもキャッチフレーズとして自身が「朝弱い朝丘雪路」 だと言っている。
普段現金やクレジットカードは持たず、何でもツケで買っていた。娘の真由子によると幼い頃にデパートの屋上で「ジュースが飲みたい」と言ったところ、朝丘は自販機に向かって丁寧に「朝丘です。あ・さ・お・か・です」と挨拶した。それまで自販機を使ったことがない母は名を名乗れば商品が出てくると思い込んでいたため、真由子が「お金入れないと買えないよ」と教えたという。
友人であった鈴木その子の経営していた会社「トキノ（現SONOKO）」の広告に出演したことがある。また、2006年4月25日に放送された鈴木の半生を描いたドラマ『ダイエットの女王 鈴木その子』（NTV） では、鈴木の実母・末野を演じている。
『11PM』で共演していた大橋と同様、神奈川県保険医協会を事務局とする「医療費の窓口負担『ゼロの会』」の賛同者であった。
関西弁で流暢に話せた。『ホーホケキョ となりの山田くん』では、まつ子役を終始関西弁で演じた。
気さくで天然キャラのイメージが強いが、一方で「誰よりも気遣いのできる方」と、専属写真家の小町剛廣は語っている。
デヴィ夫人とは、50年以上の長きに渡って交流があった。朝丘との出会いは、元々デヴィ夫人の夫であるインドネシアのスカルノ大統領（1960年代前半当時）が、朝丘の父・伊東深水に「肖像画を描いてもらいたい」とジャカルタの宮殿に招待したことがきっかけ。

## 出演

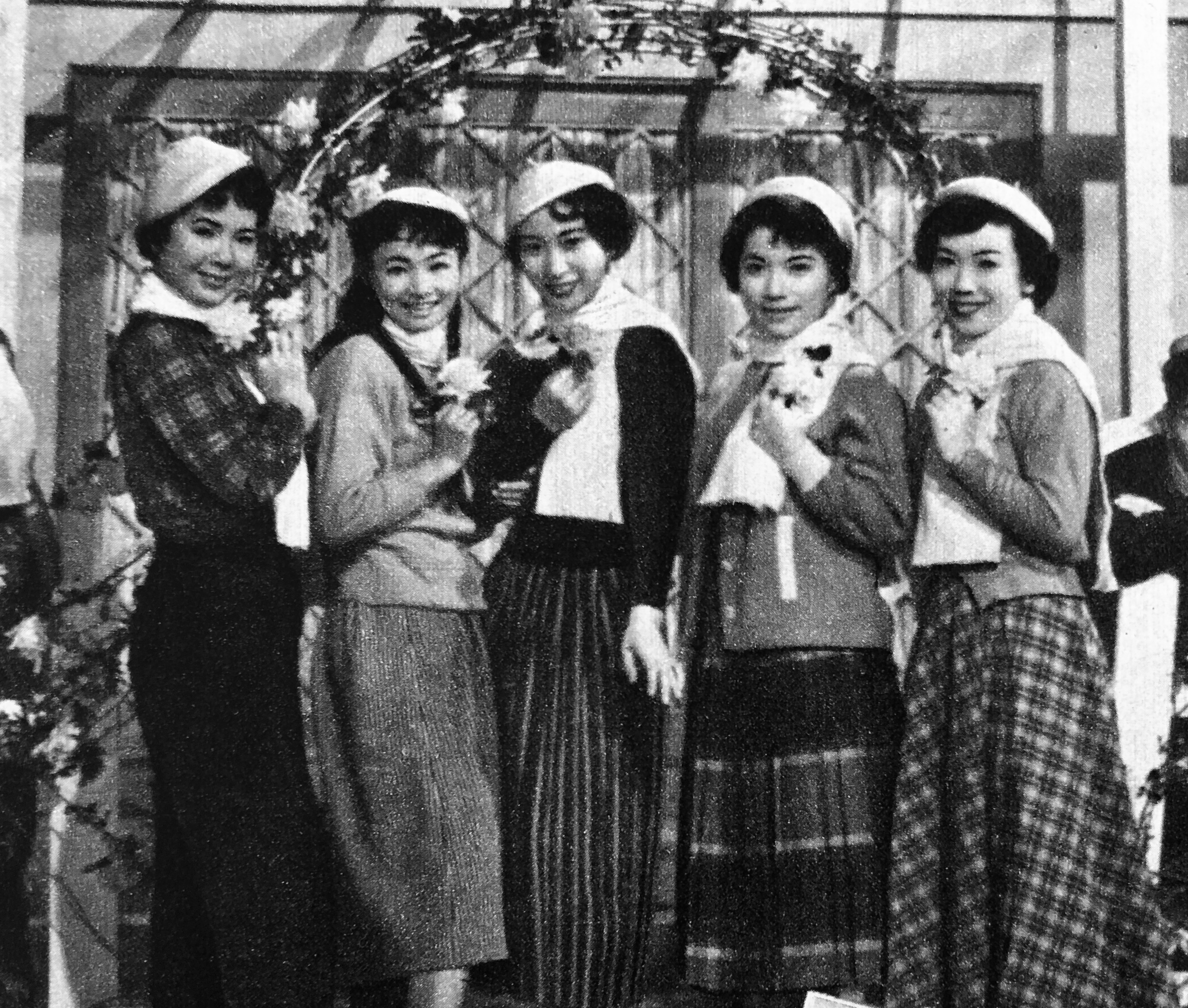
『ジャズ娘乾杯』（1955年）

### 映画
- ジャズ娘乾杯（1955年） - 待子 役
- 千万長者の恋人より 踊る摩天楼（1956年） - 中田ルリ子 役
- 眼の壁（1958年） - 永井章子 役
- ある落日（1959年） - 額田まさみ 役
- 三百六十五夜（1962年） - 大江照子 役
- 御金蔵破り（1964年） - おこう 役
- 若親分出獄（1965年） - 中津京子 役
- 嵐を呼ぶ男（1966年）
- 座頭市血煙り街道（1967年） - ともえ 役
- 続やくざ坊主（1968年） - お紺 役
- 釧路の夜（1968年、松竹）
- 霧のバラード （1969年、松竹） - 戸川文枝 役
- 極道ペテン師（1969年） ‐ 八重ちゃん 役
- 御用牙（1972年） - お美乃 役
- 炎の肖像（1974年）
- 男はつらいよ 花も嵐も寅次郎（1982年） - 桃枝 役
- ダイアモンドは傷つかない（1982年） - 三村真知子 役
- 胸さわぎの放課後（1982年） - 桑田里子 役
- 伊賀野カバ丸（1983年） - 大久保蘭 役
- 迷走地図（1983年） - 星さゆり 役
- プルメリアの伝説 天国のキッス（1983年） - 石井圭子 役
- 時代屋の女房（1983年） - 菊池松江 役
- 必殺! THE HISSATSU（1984年） - 柳橋のお甲 役
- テラ戦士ΨBOY（1985年） - MOMOKOの母 役
- ザ・サムライ（1986年） - 血祭静 役
- まんだら屋の良太（1986年） - 大山ヨネ 役
- 藏（1995年） - 谷村昌枝 役
- 極道の妻たち（2000年） - 西宮鴇子 役
- 次郎長三国志（2008年） - 和田島の女房 役
- プラシーボ（2016年） ※映画遺作

### テレビドラマ
NHK総合
- 隣りも隣り（1957年） - カナ子 役
- 花の生涯（1963年） - 唐人お吉 役
- 潮風の女（1970年） - 比留間アイ 役
- 連続テレビ小説
  - 繭子ひとり（1971年 - 1972年）
  - ええにょぼ（1993年） - 宇佐美千鶴代 役
  - 風のハルカ（2005 - 2006年） - 神崎ちい 役
- 銀河テレビ小説
  - 凍河（1976年）
  - 陽だまり横丁のラブソング（1984年）
  - 道づれ（1988年）- 篠沢妙子 役
- ドラマ新銀河
  - 青空にちんどん（1994年）- 神崎すず子 役
  - 素敵に女ざかり ルームメイツ（1996年） - 菅ミハル 役
- ゆうれい、貸します〜お染・恋の七変化〜（2003年） - 絹 役

日本テレビ系
- すいれん夫人とバラ娘(1957)　- 女探偵役
- 道頓堀（1968年 - 1969年、よみうりテレビ）
- 姿三四郎（1970年） - 君香 役
- 焼きたてのホカホカ（1971年） - 立花咲子 役
- 母絶唱（1975年）
- 北都物語（1975年、よみうりテレビ） - 赤木郁乃 役
- 鞍馬天狗（1975年） - お芳 役
- 八丁目のダメ親父!カンナ・トンカチ・キリキリ舞い（1976年） - 森本澄子 役
- 新春大吉（1977年） - 安部雪江 役
- キッド（1981 - 1982年） - 小笠原花江 役
- 気分は名探偵（1984 - 1985年） - 吉原聖子 役
- やったぜベイビー!（1986年） - 竹村和江 役
- 火曜サスペンス劇場
  - 「女検事・霞夕子」（1993 - 2005年） - 霞瑞江 役
- DRAMA COMPLEX
  - 「ダイエットの女王 鈴木その子」（2006年） - 山中末野 役

TBS系
- 大江戸の鷹 (1960年)
- 金色夜叉（1962年） - お宮（鴫沢宮） 役
- 植木等のそれ行けドンドン（1970年） - 謎の美女 役
- 必殺仕置人 第22話「楽あれば苦あり親はなし」（1973年、朝日放送） - お波 役
- 真実一路（1979年、CBC）
- なぜか初恋・南風（1980年） - 英子 役
- ひまわりの歌（1982年1月15日、1982年4月9日）
- 愛の十字架（1982年、毎日放送）
- スチュワーデス物語（1983年10月25日、1983年11月29日） - 木下富子 役
- 水曜ドラマスペシャル
  - 「松本清張スペシャル・支払い過ぎた縁談」（1985年） - 桃川恒夫の母
- 時間ですよ（1989年）
- 千利休 〜春を待つ雪間草のごとく〜（1990年、毎日放送） - 高台院
- ドラマ30
  - ふ〜ふ生活（1996年、CBC） - 三津子 役
  - あぁ嫁姑「姑の妊娠」（1999年、毎日放送）
- 水戸黄門
  - 第31部 第12話「商売繁盛笹もってこい -兵庫-」（2003年） - おせい
  - 第40部 第20話「見たか江戸っ子の心意気 -江戸-」（2009年） - お鹿
- 月曜ドラマスペシャル
  - 「演歌・唱太郎の人情事件日誌」（1996 - 1997年） - 早乙女紫織 役
  - 「弁護士芸者のお座敷事件簿」（1997 - 2000年） - 栗原みさえ 役
- 月曜ミステリー劇場
  - 「税理士楠銀平の事件帳簿1」(2003年） ‐ 高橋和枝 役
  - 「恋する京女将 音姫千尋の事件簿1」（2003年） - 沢木静枝 役
  - 「棟居刑事シリーズ」（2004年） - 本宮敦子 役
  - 「やとわれ女将 菊千代の事件簿3」（2006年） - 桂木道代 役
- 月曜ゴールデン
  - 「占い師みすず 事件は運命の彼方に」（2006年 - 2008年） - 丸山千景 役

フジテレビ系
- マラソン人生（1962年） - 富士山さくら 役
- 日々の背信（1967年、東海テレビ） - 屋代幾子 役
- せっかちネエヤ（1968 ‐ 1969年） - おそめ 役
- 徳川おんな絵巻（1971年、関西テレビ） - お雪 役
- 座頭市物語 第6話「どしゃぶり」（1974年） - おせい
- 新・座頭市II 第2話「目なしだるまに春が来た」（1978年） - お蝶太夫
- 裸の大将放浪記（1983年、関西テレビ） - 市川染千代 役
- 月曜ドラマランド
  - 「ぐうたらママシリーズ」（1983年 - 1984年） - あざみ
  - 「意地悪ばあさん2 意地悪ばあさんの逆襲」（1984年） - ミチ子
  - 「いたずらスチュワーデス! お嬢さまお手やわらかに」（1985年）
- 愛と青春の宝塚（2002年） - 紫貴彩華 役
- 金曜エンタテイメント
  - 「おんせんデカ 修善寺温泉駐在日記」（1999年） - 和泉清子 役
  - 「熱血シングル・ファザー〜新聞記者・新庄圭吾の事件ファイル〜」（2004 - 2016年） - 茗荷谷泰子 役
- ブスの瞳に恋してる（2006年、関西テレビ） - 山口恵美子 役
- 金曜プレステージ
  - 「花瀬ちなつの殺人スクープ」（2000年） - 花瀬芳乃 役
  - 「ひみつな奥さん」（2007年） - 藤乃秋子 役
  - 「妻たちからの三行半〜夫たちの(秘)離婚回避マニュアル〜」（2008年） - 実原そよ子 役
  - 「銭女」（2014年） - 女性オーナー ※テレビドラマ遺作

テレビ朝日系
- 気になる関係（1973年、毎日放送） - 産代
- 非情のライセンス 第2シリーズ 第20話「兇悪の純愛」（1975年） - 茜ひとみ 役
- 遠山の金さん 第1シリーズ 第36話「惚れた女を裁け‼」（1976年） - お崎 役
- 吉宗評判記 暴れん坊将軍 第37話「女の一途に目を醒せ!」（1978年） - おゆき 役
- 遠山の金さん 第1シリーズ 第53話「流転の旅芸人・面影橋の女!」（1983年） ※高橋英樹版
- くどき屋ジョー（1989年）
- 無用ノ介（1990年） - お品 役
- 続続・三匹が斬る! 第6話「母しぐれ、金が仇の地獄旅」（1990年）
- また又・三匹が斬る! 第13話「鬼っ子が母と慕うはいかさま女」（1991年） - お島 役
- 新・三匹が斬る! 第12話 「非情剣！これが噂のオオカミ男」（1992年） - おりき 役
- 名奉行 遠山の金さん
  - 第3シリーズ 第12話「説教強盗の女」（1990年） - おくま 役
  - 第4シリーズ 第17話「大金を猫ばばした母と娘」（1992年） - お富 役
  - 第6シリーズ 第16話「女金貸しの仇討ち」（1994年） - お滝 役
  - 第7シリーズ 第5話「白い肌の誘惑 嫁姑の真剣勝負」（1995年） - お辰 役
- 京都迷宮案内（2003年） - 二宮美佐子 役
- 土曜ワイド劇場
  - 「温泉 (秘) 大作戦」（2005年 - 2006年、朝日放送） - 進藤聖子 役
  - 「火の粉」（2005年、朝日放送） - 梶間尋恵 役
- 古都（2005年）
- 7人の女弁護士（2008年） - 吉岡フミ 役

テレビ東京系
- 日本怪談劇場 第10話「怪談 笠森お仙 幽霊茶屋」（1970年）- お仙、おきつ
- 旅人異三郎（1973年） - お芳 役
- 死を呼ぶ人形（1989年） - 秋野夕雨子 役
- 四匹の用心棒 (4) かかし半兵衛ひとり旅（1992年、東映） - 河童のお仙 役
- 徳川剣豪伝 それからの武蔵（1996年） - 妙舜尼 役
- 赤穂浪士（1999年） - 戸田局 役
- 女と愛とミステリー
  - 「脅迫者 平凡な下町主婦を襲う恐怖」（2001年） - 椿夫人 役
  - 「伊豆・金沢犀賀焼殺人事件」（2003年） - 冬木鞠子 役

### オリジナルビデオ
- 朝丘雪路 涼という女（1992年）
- 朝丘雪路 艶紅〜涼という女〜（1993年）※再編集

### 劇場アニメ
- 親子ねずみの不思議な旅（1978年） - ユーテルベ 役
- ホーホケキョ となりの山田くん（1999年） - 山田まつ子 役
- かぐや姫の物語（2013年） - 北の方 役 ※友情出演

### バラエティ
- 11PM（1966年 - 1982年、日本テレビ）金曜日ホステス
- 夜のヒットスタジオ（1974年、フジテレビ）2代目アシスタント
- クイズ!年の差なんて（フジテレビ） - 不定期
- 一枚の写真（1985年12月16日、関西テレビ・フジテレビ）
- 三枝の愛ラブ!爆笑クリニック（1986年4月 - 9月、関西テレビ）5代目アシスタント
- お昼の独占!女の60分（テレビ朝日） - 月曜日、火曜日担当
- クイズ どんなMONだい?!（1992年 - 1994年、日本テレビ）
- ジャングルTV 〜タモリの法則〜（1997年、毎日放送）
- 王様のブランチ（1996年4月 - 1997年9月、TBS）
- 快傑熟女!心配ご無用（不定期）（1997年 - 2000年、TBS）
- シルシルミシル（テレビ朝日）
- 絶対に笑ってはいけない地球防衛軍24時 （2013年、日本テレビ）

### ラジオ
- 歌謡大行進（1974年4月 - 1975年9月、文化放送）共演：左とん平

### CM
- ヤマギワ電気（1968年 - 1970年）[29]
- アデランス（1978年）共演：南たかし
- 富士フイルム「フラッシュフジカデート」（1978年）共演：津川雅彦
- 資生堂「フレッシュア」（1982年）
- ピップ株式会社「ピップエレキバン」（1982年 - 1983年）
- ナガイのり「ナガイの海苔」（1983年）
- カネヨ石鹸「無香料石鹸 サボンヌ」（1983年）
- トキノ(現・SONOKO)

など

## 音楽

### NHK紅白歌合戦出場歴
（NHK総合・ラジオ第1）
1957年・第8回に初出場。翌年は出場ならなかったものの、翌々年（1959年）・第10回で復帰し、そこから1966年・第17回まで8年連続で出場を果たす。その後しばらく出演は無かったものの、1971年になかにし礼作詞・筒美京平作曲の『雨がやんだら』が大ヒット。第22回で5年ぶり10回目のカムバック出場を果たしたが、この第22回出場が最後の紅白出場となった。
| 年度/放送回   | 回 | 曲目                   | 出演順 | 対戦相手       | 備考              |
| ------------- | -- | ---------------------- | ------ | -------------- | ----------------- |
| 1957年/第8回  | 初 | 星はながれる           | 07/25  | 若原一郎       | 初出場            |
| 1959年/第10回 | 2  | シング・シング・シング | 04/25  | 武井義明       | 2年ぶりカムバック |
| 1960年/第11回 | 3  | ドンパン節             | 06/27  | 旗照夫         |                   |
| 1961年/第12回 | 4  | チャチャで飲みましょ   | 01/25  | 神戸一郎       | トップバッター    |
| 1962年/第13回 | 5  | 島育ち                 | 13/25  | 三波春夫       |                   |
| 1963年/第14回 | 6  | 永良部百合の花         | 12/25  | 田端義夫       |                   |
| 1964年/第15回 | 7  | 夜の八丈島             | 01/25  | 北島三郎       | トップバッター    |
| 1965年/第16回 | 8  | ハロー・ドーリー       | 10/25  | 立川澄人       |                   |
| 1966年/第17回 | 9  | ふり向いてもくれない   | 21/25  | バーブ佐竹     | 8年連続で出場     |
| 1971年/第22回 | 10 | 雨がやんだら           | 13/25  | フォーリーブス | 5年ぶりカムバック |

### シングル
東芝音楽工業
- テレビ塔音頭（JP-1003／NP-1004）-　山下敬二郎・朝丘雪路
- 別れの一本杉／あの娘が泣いてる波止場（JP-1004）
- 木の葉の子守唄／心と心のワルツ（JP-1013／NP-1017）
- レモンティーをもう一杯（JP-1043／NP-1060）
- 恋人はフルート吹き／あなたと私の青春（JP-1087）
- こけし別れ唄／わたしや峠の（JP-1110）
- ビーチ・ワルツ／愛の山小屋（JP-1169）
- うき藻小唄（北満国境警備の唄)（JP-1174）
- チャチャで飲みましょ／チャーミング・ブルース（JP-1252）
- 道頓堀行進曲／祇園小唄（JP-1260）
- 湖底の故郷／湖来夜船（JP-1274）
- 蛇の目のかげで／築地明石町（JP-1295）
- 海が泣いてる／私は泣かない
- 愛しているのに／新宿の恋人たち（1961年、JP-1303）
- 豆の踊り子／明治一代女（JP-1413）
- 島育ち／嘆きのピエロ（1963年、JP-1508）
- チャンスは二度ある／倖せを二人に（JP-1526）
- 永良部百合の花／西武門節（JP-1597）
- 島かげ／農村小唄（JP-1652）
- 死ぬほど愛して　Sinno' Me Moro（JP-5040）-　イタリア映画「刑事」主題歌
- 熱風　Pour L'amour D'aimer／サレンダー（JP-5064）
- さすらいのトランペット　Quel Vagabond／愛の果てに　A Majority of One（JP-5158）-　B面は、ワーナー映画「一人で多数決」主題歌
- 太陽はいらない　Blow Out The Sun／言わなきゃダメよ　Tell Him（JP-5202）
- 想い出のサン・フランシスコ／知らなかったの（JP-5742）
- ジングル・ベル／ホワイト・クリスマス（JSP-7006）
- 並木の雨／雨に咲く花（TP-1034）
- 夜の八丈島／愛して別れて（TR-1034）
- 長崎エレジー／白樺旅情（TR-1041）
- 梅川忠兵衛／お里沢市（TR-1055）
- あの日は帰らない　Walking Alone／苦しみよせめないで（Balada Triste）（TR-1121）
- うい・う・のん／くちづけを（1964年9月、TR-1130）-　A面はTVドラマ「可愛い悪女たち」主題歌
- 海が泣いている（TP-1022）
- まつのき小唄／ピヨピヨ節（TP-1054）
- 八丈恋唄／夜の八丈島（TP-1093）
- アングスティア　Angustia／白い砂（TP-1114）
- あらゆり小唄／五っ木長し唄（TP-1122）
- おもいでばかりの愛のうた／見つめないで（TP-1147）
- お座敷ズンドコ／それが女と云うものさ（TP-1171）

クラウン
- ふり向いてもくれない／あなたとわたし （1965年12月、CW-414）
- あなたいう人／今夜は貴方に（CW-420）
- とめどなく／影法師のブルース（1966年5月、CW-467）
- 流れ星のブルース／流れのおんな（1966年6月、CW-491）
- 涙のかけら／別れのボサノバ（1966年8月、CW-525）
- 私はマッチ箱／黄色い熱風（1966年10月1日、CW-554）
- 女の旅路／わたしの歌（1966年、CW-571）
- そむかれて／つよがり（1967年3月、CW-617）
- あたしを支えて／恋のドライブ（1967年6月、CW-659）
- 残り火のブルース／好きになったんだもん（ 1967年、CW-723）
- うちのヨメはん／あなただから（1967年）
- 母ふたリ（1967年10月1日、CW-751）
- 雨のおもいで（1967年11月、CW-764）
- 岐阜の夜／せめて今宵は（1966年12月、CW-801）
- 今夜だけの恋／あなただけのバラ（1968年、CW-837）
- スキャンドール／ためいきのスキャンドール（1968年12月1日、CW-895）
- たばこ／おまえ（1969年7月、CW-954）
- 貴方がひっこして／やくそく（CW-991）

CBSソニー
- 雨がやんだら／おとなの愛について（1970年10月21日、SONA-86153）
- いつもなら／おとなの会話 （1971年6月21日、SONA-86188）
- お別れしましょう／私が今ほしいもの（1972年3月21日、SOLA-9）
- 朝まで待って／愛の裁き（1972年8月21日、SOLA-45）
- さよならの季節／生まれたままで（1973年1月21日、SOLA-75）
- 終わりなき冬の旅／私は生きる（1973年、SOLB-31）
- ごめんなさい／あなたを待つ家（1974年、SOLB-137）
- 別れのスナック/追いかけないで（1975年3月21日、SOLB-227）
- 日本橋から／気ままなくらし（1975年、SOLB-347）
- 別れ模様／グッドバイ・マイ・ラブ（1976年、06SH-22）
- あのひとをよろしく（TBS系TVドラマ「女の十字路」主題歌）／グッドバイ・マイ・ラブ（1977年、06SH-130）
- ばかなわたし／はずみで別れて（06SH-233）
- グッドバイ・マイ・ラブ／別れ模様（1978年、06SH-386）
- 銀座ルネッサンス／与謝野晶子（1979年、06SH-711）-　朝丘雪路&ザ・ランブラーズ
- 愛のブルース／たった二年と二か月で（1980年2月、07SH-711）-　A面はTBS系TVドラマ「愛とおそれと」主題歌
- 夜のうつし絵／こころ唄（07SH-969）
- 愛はさだめ川／女は生きるために泣く （1983年10月、07SH-1416）-　 朝丘雪路・三原さと志、TVドラマ「あの橋の畔で」主題歌

リバスター
- 棘／わたし（1984年11月5日、7RC-0040）

コロムビアレコード
- すてきなふたり（1988年）-　桂三枝・朝丘雪路

キングレコード
- 島田のブンブン／三味でダンスを（1992年12月24日）

テイチクレコード
- めぐり逢い…東京／夜を踊ろう（2002年12月18日）-　朝丘雪路・山本譲二

### アルバム
東京芝浦電気・東芝音楽工業
- 男と女（1960年、JP0-1024）
- 素敵なあいつ（1960年9月、JP0-1053）-　CD化（2008年8月22日)
- あなたのために（1960年11月、JP0-1058）-　ジャズ･バラード集、CD化（2008年8月22日)
- 女の歓び・女の悲しみ（1961年、JP0-1069）
- 雪絵の民謡（JP0-1077)
- 築地明石町（懐かしのメロディー集）（1962年、JP0-1088）
- すみだ川 （懐かしのメロディー第2集）
- シングシングシング 雪路と共に（1962年5月、JSP-3021）-　CD化（2008年8月22日)
- 蛇の目のかげで（懐かしのメロディー第3集）（JP0-1106）
- 名月赤城山（懐かしのメロディー第4集）
- CIAO ユキエとカンツォーネ（TP-6007）
- 愛唱歌集（JLP-5002）
- 愛唱歌第二集 まつのき小唄（TR-6019）

クラウン
- ふり向いてもくれない（1966年9月、LW-5134）

CBSソニー・Sony Records
- 男・女・経験 ―雪路ビッグ・ヒットを唄う―（1970年、SOND-66047）
- 雨がやんだら・ある愛の詩 ―雪路ビッグ・ヒットを歌う2―（1971年、SOND-66057）
- お別れしましょう ～愛の遍歴シリーズ～
- 終わりなき冬の旅（SOLJ-72）
- 別れのスナック（1975年）-　CD化（1994年5月21日)
- 愛十色（1978年、25AH560）-　監修：寺山修司
- We're in the mood for love（2007年10月24日）-　朝丘雪路・小柴大造

### ベスト・アルバム
- 朝丘雪路The Best（1977年、CBSソニー、25AH-310）
- GOLDEN☆BEST 朝丘雪路 筒美京平を歌う（Sony Records、2002年11月20日）
- GOLDEN☆BEST 朝丘雪路 Vol.2（2004年4月14日、EMIミュージック・ジャパン）

### その他
- 夜のためいき - 音楽バラエティー番組『夢であいましょう』（NHK総合）「今月の歌」コーナー第2作